# Pristipomoides auricilla
Pristipomoides auricilla es una especie de peces de la familia Lutjanidae en el orden de los Perciformes.

## Morfología
• Los machos pueden llegar alcanzar los 45 cm de longitud total.

## Hábitat
Es un pez de mar de aguas profundas que vive entre 90-360 m de profundidad.

## Distribución geográfica
Se encuentra desde Reunión hasta las Hawaii Australia, Japón, Australia  y Nueva Caledonia.

## Uso comercial
Se comercializa fresco.